# Моріс Гравелін
Моріс Гравелін (фр. Maurice Gravelines, 13 серпня 1896, Лілль — 16 грудня 1965, там само) — французький футболіст, півзахисник. Відомий виступами в складі клубу «Олімпік» (Лілль) і національної збірної Франції.

## Футбольна кар'єра
З 1910 року виступав у клубі «Олімпік» (Лілль). В період до Першої світової війни клуб тричі ставав переможцем Північної ліги чемпіонату Франції, що проводився союзом французьких спортивним товариств, а в 1914 році команда виграла фінальний турнір чемпіонату Франції для переможців регіональних ліг. Після війни ще двічі вигравав Північну лігу, що уже проводилась під егідою Французької футбольної федерації. 
У 1919 році був учасником Міжсоюзницьких ігр, великих спортивних змагань, що були організовані країнами-переможцями в Першій світовій війні. Участь у змаганнях брали діючі і колишні учасники збройних сил своїх країн. У складі збірної Франції (як і в інших командах) виступали відомі футболісти, гравці національної збірної. Втім, матчі турніру не входять до офіційного реєстру ФІФА. Ігри проводились у Парижі на новозбудованому стадіоні Першинг. Франція впевнено виграла групу А, здобувши три перемоги над командами Румунії (4:0), Греції (11:0) і Італії (2:0). Матч проти італійців пройшов у жорсткій боротьбі. П'ять гравців, серед яких і Гравелін, отримали травми і не змогли зіграти у фіналі, де французи поступились збірній Чехословаччини з рахунком 2:3. 
У березні 1920 року дебютував у офіційному матчі національної збірної Франції в товариській грі проти Бельгії (2:1). Влітку того ж року потрапив у заявку збірної на Олімпійських іграх у Брюсселі, але на поле не виходив. Всього в національній команді зіграв два матчі.

### Статистика виступів за збірну
| Дата       | Місто  | Господарі | Результат | Гості   | Турнір           | Голи | Примітки |
| ---------- | ------ | --------- | --------- | ------- | ---------------- | ---- | -------- |
| 28/03/1920 | Париж  | Франція   | 2 – 1     | Бельгія | товариський матч | -    |          |
| 15/01/1922 | Коломб | Франція   | 2 – 1     | Бельгія | товариський матч | -    |          |
| Усього     |        | Матчів    | 2         |         | Голів            | 0    |          |

## Досягнення
- Чемпіон Франції: (1)

«Олімпік»: 1914
- Переможець Північної ліги Франції (USFSA): (3)

«Олімпік»: 1911, 1913, 1914
- Переможець Північної ліги Франції (ФФФ): (2)

«Олімпік»: 1921, 1922
- Фіналіст Міжсоюзницьких ігор: (1)

Франція (військ.): 1919